# Ab-normal Beauty
Ab-normal Beauty (死亡寫真) è un film del 2004 diretto da  Oxide Pang Chun.

## Trama
Jiney è una bella ragazza appassionata di fotografia. Un giorno è testimone di un incidente stradale che sveglia in lei un'ossessione per foto rappresentanti scene di morte.
In realtà, da piccola aveva subito una violenza che, dopo l'incidente, inizia a ricordare.
Un maniaco, però, si accorge dello strano comportamento della ragazza e inizia a perseguitarla.